# Fédération générale autonome des agents de conduite
 (9 juillet 2018).
 (juillet 2018).
Si vous disposez d'ouvrages ou d'articles de référence ou si vous connaissez des sites web de qualité traitant du thème abordé ici, merci de compléter l'article en donnant les références utiles à sa vérifiabilité et en les liant à la section « Notes et références ».
La Fédération générale autonome des agents de conduite (FGAAC) est un syndicat français des conducteurs de trains. La FGAAC est affiliée à la Fédération internationale des ouvriers du transport et est aussi ouverte aux conducteurs des entreprises ferroviaires privées.
La liste CFDT-FGAAC a recueilli près de 13,76 % des voix aux élections professionnelles de 2011. Le syndicat place son action sous la devise “ Ni politique, ni religion. Pour le droit. Pour la Justice”. Sa nature de syndicat catégoriel lui donne une place particulière dans le paysage syndical de la SNCF.

## Histoire
- 1894 : Création de la Fédération générale française professionnelle des mécaniciens et chauffeurs des chemins de fer et de l'industrie à la suite des grèves de 1891.
- 1905 : regroupement de plusieurs sections dans la Fédération générale des groupements de mécaniciens et chauffeurs des chemins de fer de France et de ses colonies.
- 1910 : grande grève des cheminots menée par Émile Toffin.
- 1917 : fusion avec le Syndicat national d'Émile Sauve pour créer la Fédération nationale
- 1920 : séparation et recréation de la Fédération générale des mécaniciens et chauffeurs. Elle compte 16 000 membres.
- 1935 : les diverses sections régionales fusionnent avec le Syndicat national excepté l'union du Nord.
- 1938 : à la suite des mouvements de grève du 30 novembre, les sections Ouest, Sud-Ouest puis Sud-Est rejoignent à nouveau la Fédération des mécaniciens du Nord.
- 1940 : dissolution de la fédération sous le régime de Vichy.
- 22 avril 1948 : congrès fédéral à Paris du bureau reformé.
- 1950 : devant la multiplicité des titres de traction, conséquence de la modernisation des engins de traction, le titre fédéral est modernisé et par décision du congrès fédéral de Toulouse en 1950, la Fédération générale des mécaniciens et chauffeurs devient la Fédération générale autonome des agents de conduite de France et d'Outre-Mer.
- 1981 : participe à la fondation du Le Groupe des Dix qu'elle quittera quelques années plus tard[réf. nécessaire].
- 2008 : à la suite de son congrès extraordinaire, la FGAAC s'affilie à la CFDT.

## Affiliation à la CFDT
À la suite des nouvelles règles de représentativité, imposant un minimum de 10 % pour accéder à la représentativité, la FGAAC après une longue histoire en tant que fédération autonome, s'engage dans un processus de rapprochement avec la CFDT en vue des élections professionnelles de mars 2009. 
Lors de son congrès extraordinaire du 16 octobre 2008, la FGAAC décide de "s'adosser" à la CFDT en conservant sa forme de fédération et sans fusionner avec celle déjà existante au sein de la confédération (la FGTE-CFDT).
Puis elle demande son affiliation à la CFDT en tant que "syndicat national". 
Le bureau national de la CFDT a approuvé cette affiliation lors de sa séance du 25 février 2009. La FGAAC est depuis lors intégrée à la Fédération générale du transport et de l'équipement de la CFDT (FGTE-CFDT).